# Revenge (musikalbum av Kiss)
Revenge är  hårdrocksgruppen Kiss sextonde studioalbum, utgivet den 14 maj 1992.
Revenge är det första albumet med trummisen Eric Singer, ersättare för Eric Carr, som hade avlidit i sviterna av cancer i november 1991. Revenge anses allmänt vara det bästa som Kiss presterat sedan 1983 års Lick It Up. Tidigare medlemmen Vinnie Vincent har del i skivan som låtskrivare. Vincent har bland annat del i den hårda "Unholy" samt "Heart Of Chrome" och "I Just Wanna".
Sista spåret, "Carr Jam 1981", är en jamsession med ett trumsolo av Eric Carr.
Skivan kom att bli det sista reguljära skivsläppet av bandet innan Gene Simmons och Paul Stanley 1995 återförenade originalsättningen.
Fyra singlar släpptes, "God Gave Rock 'n' Roll to You II", "Unholy", "Domino" och "I Just Wanna".
"Jam Session" är inspelat med Ace Frehley på gitarr under 1981. Det är en del av låten "Escape From The Island". Eric Carr medverkar på videon till "God Gave Rock 'n' Roll to You II". Han gjorde runt 50 omtagningar då han ville försäkra sig om att det skulle bli perfekt. Carrs bidrag till plattan är bakgrundssång på låten"God Gave Rock 'n' Roll to You II" då han på grund av sin sjukdom var för svag för att vara mer delaktig.

## Låtförteckning
1. Unholy - (3:40) (Simmons/Vincent)
  - Lead Vocals: Gene Simmons
2. Take It Off - (4:50) (Stanley/Ezrin/Roberts)
  - Lead Vocals: Paul Stanley
3. Tough Love - (3:44) (Stanley/Kulick/Ezrin)
  - Lead Vocals: Paul Stanley
4. Spit - (3:32) (Simmons/Van Zen/Stanley)
  - Lead Vocals: Gene Simmons/Paul Stanley
5. God Gave Rock 'N' Roll To You II - (5:18) (Ballard/Stanley/Simmons/Ezrin)
  - Lead Vocals: Paul Stanley/Gene Simmons
6. Domino - (4:01) (Simmons)
  - Lead Vocals: Gene Simmons
7. Heart Of Chrome - (4:02) (Stanley/Vincent/Ezrin)
  - Lead Vocals: Paul Stanley
8. Thou Shalt Not - (3:59) (Simmons/Damon)
  - Lead Vocals: Gene Simmons
9. Every Time I Look At You - (4:38) (Stanley/Ezrin)
  - Lead Vocals: Paul Stanley
10. Paralyzed - (4:14) (Simmons/Ezrin)
  - Lead Vocals: Gene Simmons
11. I Just Wanna - (4:07) (Stanley/Vincent)
  - Lead Vocals: Paul Stanley
12. Carr Jam 1981 - (2:46) (Carr)(instrumental)

## Medverkande
- Gene Simmons – bas/sång
- Paul Stanley – gitarr/sång
- Bruce Kulick – gitarr
- Eric Singer – trummor
- Eric Carr – Körsång på "God Gave Rockn Roll to You II" och trummor på Carr Jam
- Kevin Valentine – trummor på "I Just Wanna"
- Dick Wagner – Gitarr på "Every Time I Look At You"